# Глагол (театр)
Народный университетский театр «Глагол» СПбПУ — театр Санкт-Петербургского политехнического университета  Петра Великого. В репертуаре театра четырнадцать спектаклей, которые играются бесплатно каждую субботу с сентября по июнь.

## История
Был основан 4 апреля 1971 года на базе кружка самодеятельности Ленинградского политехнического института им. М.И.Калинина. До 1979 года носил название Театр металлургического факультета (ТМФ). После постановки спектакля «Глагол „инженер“» по повести А.Житинского получил новое название – «Глагол».
Основателем и директором театра (до декабря 2020 года) являлся доцент кафедры физхимии, заслуженный работник культуры РФ А.М.Борщевский. В 1985 году театр получил звание «Народный театр», а в 1991 году и своё помещение с залом на 87 мест. С сентября 1987 года художественным руководителем и главным режиссёром театра является К.В.Гершов, которому в 2010 году также было присвоено звание заслуженного работника культуры РФ.
7 марта 2001 года «за заслуги в деле развития культуры и театрального искусства в Санкт-Петербурге и в связи с 30-летием со дня основания» театр был награждён Почетным дипломом Законодательного Собрания Санкт-Петербурга.
2 февраля 2016 года «Глагол» стал членом AITA/IATA.
24 октября 2022 года в Белом зале Политехнического университета прошло торжественное представление, приуроченное к 50-летию театра, — юбилейный дневник «Полвека с Политехом».

## Участие в фестивалях
20.02.2009 — 26e Rencontre Internationale de Théâtre Universitaire: спектакль «Кароль», г. Льеж, Бельгия.
25.04.2009 — III Пасхальный фестиваль студенческих театров: спектакль «Смешно в 2000-м году...».
26.04.2011 — V Пасхальный фестиваль студенческих театров: спектакль «ГУ» на площадке Дома Актёра СТД РФ.
07.05.2016 — VII Международный фестиваль-конкурс молодых независимых театров «Пространство юных» (г. Сочи): спектакль «Ночь после выпуска» (по повести В. Тендрякова) (призы в номинациях «Лучший актерский ансамбль» и «Лучшая женская роль» — Анна Безнос, а также спец. диплом «За многолетнюю преданность театральному делу» бессменному директору театра А.М. Борщевскому).
14.05.2016 — VI межрегиональный фестиваль молодёжных театров «АПАРТ-Э» (Санкт-Петербург): спектакль «АПЧех и Charlotte. Диалоги» (Гран-при фестиваля и приз за «Главную женскую роль» — Галина Герлинг за роль Charlotte)
20.05.2023 — Всероссийский фестиваль «Студенческая весна-2023» (региональный этап): направление «Театральное» (первое место в номинации «Фронтовая поэзия» — Ульяна Нефёдова, «Зинка» (Ю.Друнина); 
первое место в номинации «Театр малых форм: эксперимент» — Павел Дмитрашина, Ирина Смирнова, Ульяна Нефёдова и Дмитрий Канюков с миниатюрой по рассказу А.П.Чехова «Хирургия» из спектакля «АПЧех & Сharlotte»).
30.09–22.11.2023 — Фестиваль сценических искусств в рамках проекта «Литературно-театральный марафон «Путешествие в русский мир А.Н.Островского» (г.Санкт-Петербург): фрагменты из спектакля «Игра в любовь» по произведениям А.Н.Островского — «Свои люди — сочтёмся» в исполнении Виталия Белодубровского и Елены Погорелой и «Женитьба Бальзаминова» в исполнении Виталия Белодубровского, Ольги Зайцевой и Юлии Спельман (Диплом творческому  коллективу Народного университетского театра «Глагол» Санкт-Петербургского политехнического университета Петра Великого — «За слаженную работу сценического ансамбля»).

## Награды
- Почётный диплом Законодательного Собрания Санкт-Петербурга (7 марта 2001 года) — за заслуги в деле развития культуры и театрального искусства в Санкт-Петербурге и в связи с 30-летием со дня основания [19]

## Факты
- В первые годы существования театра в его труппе состоял ныне известный писатель-фантаст Николай Романецкий[20].
- В спектаклях театра играет бывший ген. директор ТГК-1 Борис Вайнзихер[21].
- Два спектакля театра поставлены по пьесам, переложенным в стихи А. Р. Агроскиным: «Послезавтра — в Шамборе» — по «Полоумному Журдену» М.Булгакова и «Читаем Боккаччо» — по «Декамерону» Джованни Боккаччо[1].